# Katastrofa lotu Nigeria Airways 250
Katastrofa lotu Nigeria Airways 250 - katastrofa lotnicza, która miała miejsce 28 listopada 1983 roku nieopodal portu lotniczego Akanu Ibiam w nigeryjskim mieście Enugu. Fokker F28 linii lotniczych Nigeria Airways rozbił się na polu manioku podczas podejścia do lądowania. W wypadku zginęły 53 osoby.

## Przebieg wypadku
Samolotem, który uległ wypadkowi był wyprodukowany w 1975 roku Fokker F28 Fellowship 2000 należący do narodowych linii lotniczych Nigerii - Nigeria Airways, posiadał numery rejestracyjne 5N-ANF. Tego dnia wykonywał on regularny krajowy lot na trasie Lagos-Enugu. Ze względu na ograniczoną widoczność załoga zdecydowała się na podejście według radiolatarnii VOR. W tym rejonie minimalna bezwzględna wysokość zniżania wynosiła 300 stóp, jednak z nieznanych przyczyn samolot zniżył się poniżej tej wartości wysokości 3 kilometry przed lotniskiem, a następnie rozbił się na polu manioku. Maszyna przejechała na brzuchu kilkaset metrów rozpadając się na kilka większych fragmentów, w wyniku oderwania skrzydeł eksplodując. Z 72 osób znajdujących się na pokładzie zginęły 53.

## Przyczyny
Prawdopodobną przyczyną wypadku była decyzja załogi o kontynuowaniu lądowania w warunkach pogodowych niezgodnych z procedurami podejścia VOR. Z ustaleń wynika również, że w dniu wypadku na lotnisku Akanu Ibiam nieczynny był system ILS.